# Bretterspitze
Bretterspitze – szczyt w Alpach Algawskich, części Alp Bawarskich. Leży w Austrii w Tyrolu, przy granicy z Niemcami. Sąsiaduje z Urbeleskarspitze. Na szczyt można dostać się drogami z Hinterhornbach przez schronisko Kaufbeurer Haus lub z Häselgehr.